# Baia di Girard
La baia di Girard (in inglese Girard Bay) è una baia lunga circa 3,5 km e larga 1,5, situata sulla costa di Graham, nella parte occidentale della Terra di Graham, in Antartide. La baia si trova in particolare sulla costa nordoccidentale della penisola Kiev tra capo Cloos e il monte Scott.
All'interno della baia fluisce sia il ghiacciaio Hotine che il ghiacciaio Leay.

## Storia
La baia di Girard è stata scoperta dalla spedizione belga in Antartide del 1897-99, comandata da Adrien de Gerlache, ed è stata poi mappata più dettagliatamente durante la prima spedizione francese in Antartide comandata da Jean-Baptiste Charcot, 1903-05, che la battezzò con il suo attuale nome in onore di Jules Girard, membro della Société de Géographie di Parigi.